# Solanum chrysotrichon
Solanum chrysotrichon é uma espécie de planta com flor pertencente à família Solanaceae. 
A autoridade científica da espécie é Schltdl., tendo sido publicada em Linnaea 19: 304 (1846).

## Portugal
Trata-se de uma espécie presente no território português, nomeadamente no Arquipélago dos Açores.
Em termos de naturalidade é introduzida na região atrás indicada.

## Protecção
Não se encontra protegida por legislação portuguesa ou da Comunidade Europeia.